# Wereldkampioenschappen roeien 1976
De 6e editie van de wereldkampioenschappen roeien werd in 1976 gehouden in Villach, Oostenrijk. In dit Olympisch jaar werd tijdens het wereldkampioenschap alleen geroeid in de lichte klasse.
Aan het toernooi deden alleen mannen mee.

## Medaillewinnaars

### Mannen
| Bootklasse              | Goud | Goud    | Zilver | Zilver  | Brons | Brons   |
| Lichte skiff LM1x       | Raimund Haberl | 7.18,18 | Morten Espersen | 7.19,48 | Roland Weill | 7.22,90 |
| Lichte vier zonder LM4- | Frankrijk Francis Pelegri André Coupat Michel Picard André Picard                                                                                          | 6.29,94 | Noorwegen Pål Børnick Olaf Solberg Per Arne Steen Edd Hillstad                                                                                      | 6.34,35 | Denemarken Djon Andersen Bent Fransson Aage Hansen Torben Hansen                                                                       | 6.36,04 |
| Lichte acht LM8+        | West-Duitsland Peter Werner Hans-Ludwig Zimmer Hans-Josef Büsken Jürgen Nentwig Lutz Neubert Dieter Meschede Peter Huck Bernd Nehmer Helmut Sassenbach (s) | 6.05,00 | Verenigd Koninkrijk Graeme Hall Nigel Read Christopher Drury Colin Cusack Stewart Fraser Mark Harris Brian Fentiman Doug Carpenter Henry Wheare (s) | 6.06,81 | Verenigde Staten Bruce Stone Andrew Washburn Craig Drake Thomas Cook John Dunn Ralph Nauman Scott Roop Sean Colgan Joseph O'Connor (s) | 6.09,16 |

## Medaillespiegel
| Plaats | Land                | Goud | Zilver | Brons | Totaal |
| 1      | Frankrijk           | 1    | 0      | 1     | 2      |
| 2      | Oostenrijk          | 1    | 0      | 0     | 1      |
| 2      | West-Duitsland      | 1    | 0      | 0     | 1      |
| 4      | Denemarken          | 0    | 1      | 1     | 2      |
| 5      | Verenigd Koninkrijk | 0    | 1      | 0     | 1      |
| 5      | Noorwegen           | 0    | 1      | 0     | 1      |
| 7      | Verenigde Staten    | 0    | 0      | 1     | 1      |
| Totaal | Totaal              | 3    | 3      | 3     | 9      |

Edities

1962 Luzern · 
1966 Bled · 
1970 St. Catharines · 
1974 Luzern · 
1975 Nottingham · 
1976 Villach · 
1977 Amsterdam · 
1978 Hamilton (alleen zwaar) · 
1978 Kopenhagen (alleen licht) · 
1979 Bled · 
1980 Hazewinkel · 
1981 München · 
1982 Luzern · 
1983 Duisburg · 
1984 Montréal · 
1985 Hazewinkel · 
1986 Nottingham · 
1987 Kopenhagen · 
1988 Milaan · 
1989 Bled · 
1990 Lake Barrington · 
1991 Wenen · 
1992 Montréal · 
1993 Račice · 
1994 Indianapolis · 
1995 Tampere · 
1996 Motherwell · 
1997 Aiguebelette · 
1998 Keulen · 
1999 St. Catharines · 
2000 Zagreb · 
2001 Luzern · 
2002 Sevilla · 
2003 Milaan · 
2004 Banyoles · 
2005 Gifu · 
2006 Eton · 
2007 München · 
2008 Ottensheim · 
2009 Poznań · 
2010 Hamilton · 
2011 Bled · 
2012 Plovdiv · 
2013 Chungju · 
2014 Amsterdam ·
2015 Aiguebelette ·
2016 Rotterdam ·
2017 Sarasota ·
2018 Plovdiv ·
2019 Ottensheim ·
2020 Bled ·
2021 Shanghai ·
2022 Račice ·
2023 Belgrado ·
2024 St. Catharines ·
2025 Shanghai · 
2026 Amsterdam

Onderdelen

Skiff · 
Lichte skiff · 
Dubbel twee · 
Lichte dubbel twee · 
Twee zonder · 
Lichte twee zonder · 
Twee met

Dubbel vier · 
Dubbel vier met · 
Lichte dubbel vier · 
Vier zonder · 
Lichte vier zonder · 
Vier met · 
Acht · 
Lichte acht